# Мегет (сын Филея)
Мегет, Мегес (др.-греч. Μέγης Φυλεΐδης) — персонаж древнегреческой мифологии. Сын Филея и Эвстиохи. Управлял островами Эхинадами и Оксеями.
Жених Елены. С Дулихия, привел под Трою 40 кораблей (либо 60)
В «Илиаде» убил 3 троянцев. Сидел в троянском коне. В ночь взятия Трои ранен Адметом (согласно поэме Лесхея). Изображен на картине Полигнота в Дельфах раненым в руку. При возвращении из-под Трои погиб при крушении у Каферейских скал.